# Fly Tour
Die Fly Tour, öfters auch Flytour genannt, ist ein niederländisches, offenes Segelboot mit festem Kiel. Es wurde und wird als hoch- oder gaffelgetakelte Version, sowohl aus Holz als auch aus GFK gebaut. Die Yardstickzahl beträgt 116.

## Eigenschaften
Bei dem Boot handelt es sich um eine gaffelgetakelte oder hochgetakelte Slup. Der 6,4 m lange und 2,1 m breite Rumpf ist in Rundspantbauweise erstellt und besitzt einen fest angebolzten Kiel mit Kielbombe. Das Ruder ist durchgesteckt.
Es existieren Boote in Holzbauweise sowie Boote mit einem Rumpf aus glasfaserverstärktem Kunststoff (GFK) und einem Deck und Ausbau aus Bootsbausperrholz. Sehr selten trifft man auf komplett aus GFK gefertigte Exemplare. Einige Modelle mit GFK-Rumpf besitzen achtern und im Vorschiff fest einlaminierte Auftriebskörper und sind damit quasi unsinkbar.
Die Besegelung besteht aus einem Großsegel mit einer Fläche von ca. 12 m², einer Genua mit 7 m² und einer Fock mit 4 m².
Der geringe Tiefgang von 90 cm und der sehr einfach zu legende Mast machen das Boot besonders geeignet für die holländischen Binnengewässer mit vielen Brückendurchfahrten. Für offene Reviere ist es aufgrund des nicht selbstlenzenden Cockpits nur bedingt tauglich.
Es ist ein für seine Größe sehr geräumiges Tourenboot, das mit einem geeigneten Deckszelt auch für Übernachtungen von zwei Personen und evtl. kleineren Kindern geeignet ist. Segeln ist mit bis zu 4 Erwachsenen und 2 Kindern möglich.
Der Valk ist ein ähnliches offenes, niederländisches Segelboot. Ein etwas kleineres gaffelgetakeltes Kielboot holländischer Herkunft ist der zestienkwadraat (16 m²), der in Deutschland unter dem Namen BM-Jolle segelt.

## Geschichte

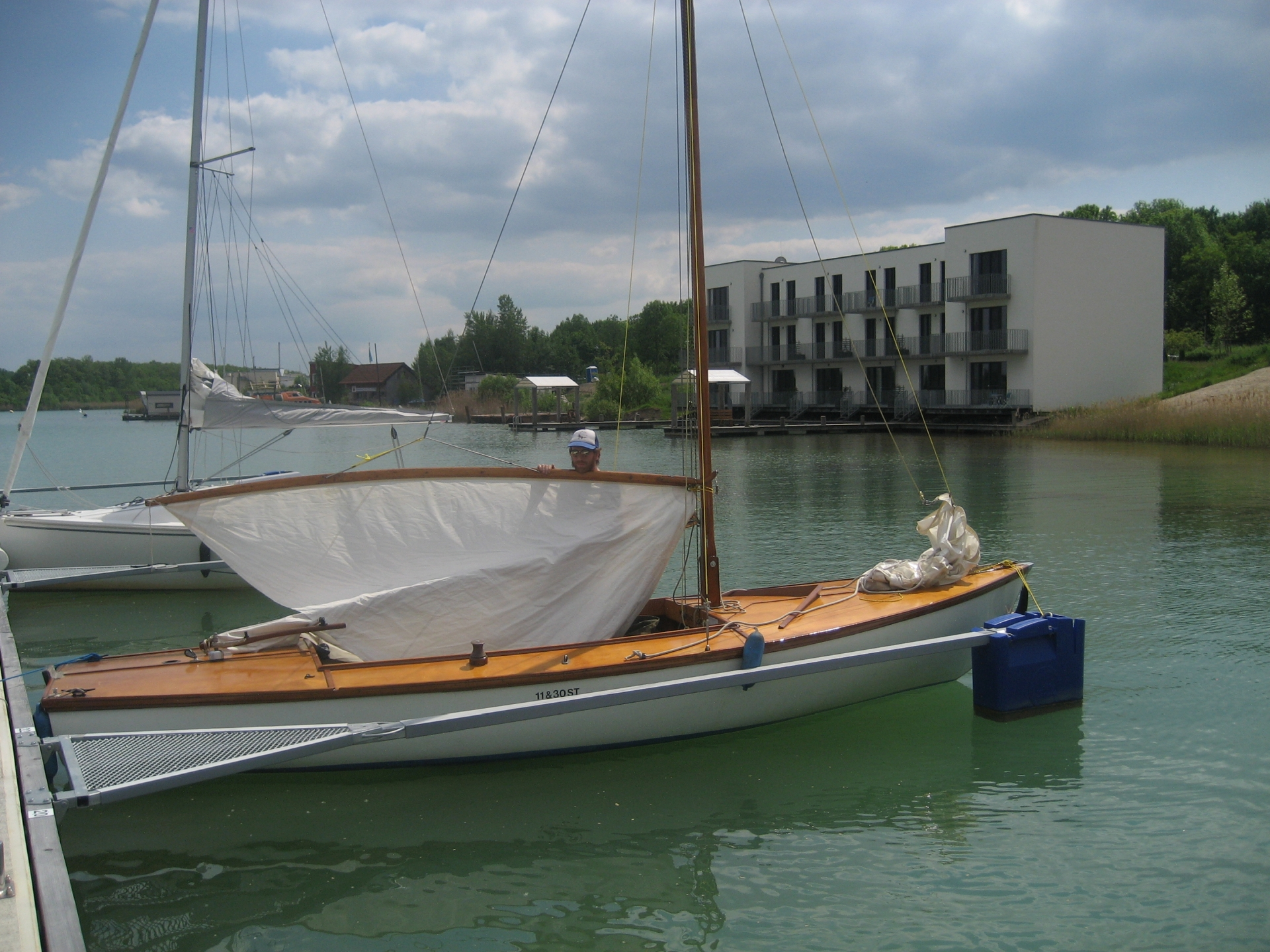
Aufriggen einer gaffelgetakelten Fly Tour

Die Fly Tour wurde ca. 1960 von G.J.M. Luyten entworfen, der auch den Schakel entwarf. Er wollte damit ein offenes Kielboot entwerfen, welches wendig genug ist, um in engen Fahrwassern gut kreuzen zu können, gleich schnell wie ein Valk und gleich viel Platz wie eine BM Jolle bereitstellen sollte. Dabei aber deutlich weniger nass segeln sollte als die BM Jolle, weshalb der Vordersteven charakteristisch weit nach oben gezogen ist.
Die Fly Tour wurde im Laufe der Zeit von verschiedenen Jachtwerften gebaut, es wurden auch Selbstbausätze verkauft. Die Boote wurden, je nach Wunsch des Käufers, mit Gaffelsegel oder Bermudarigg gebaut, sodass heutzutage beide Versionen ähnlich oft zu finden sind. Aktuell wird die Fly Tour von der Jachtwerft Möllers in Buitenkaag gebaut, wo man diesen Bootstyp unter anderem auch mieten kann.

## Einzelnachweise

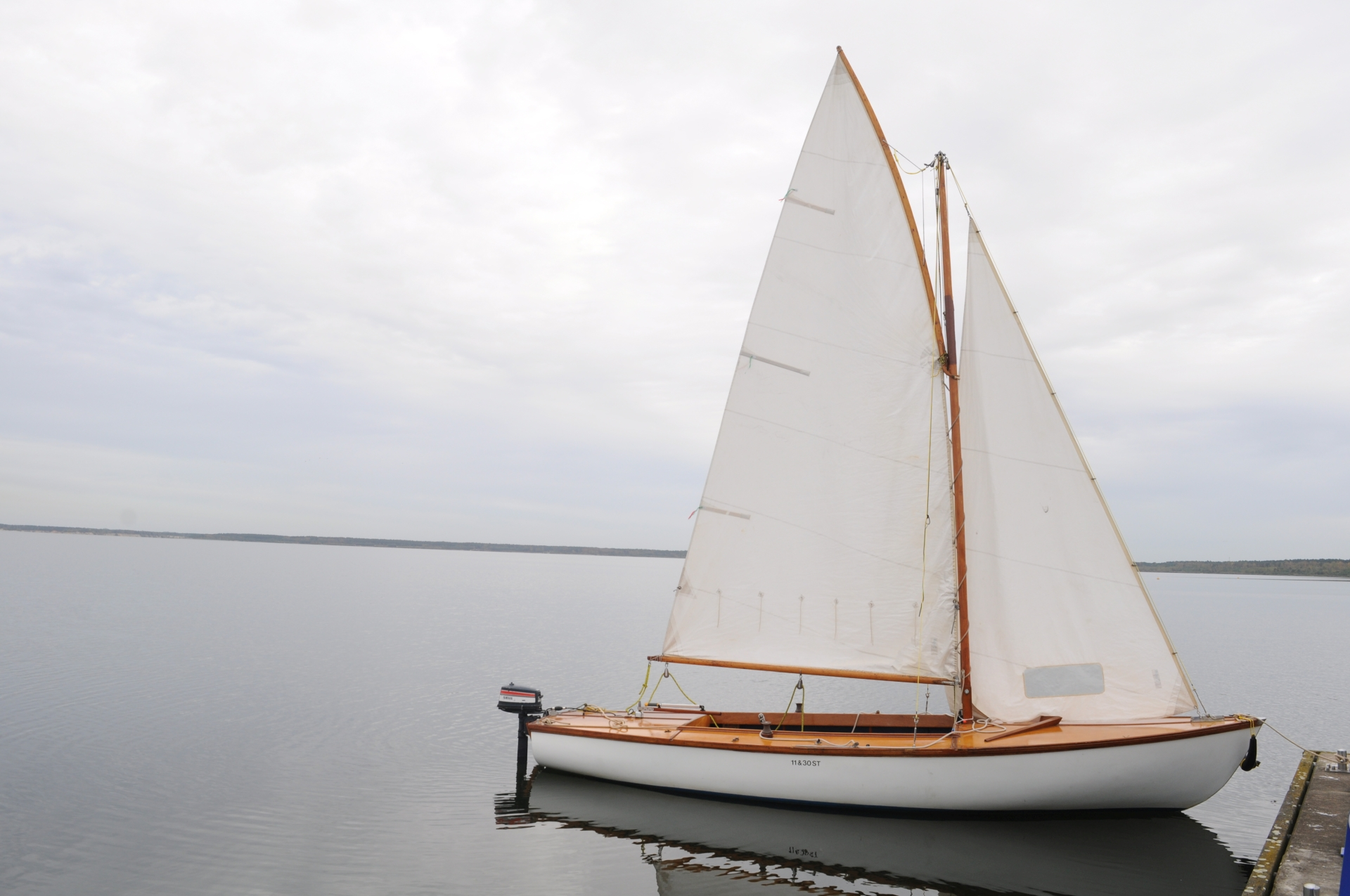
Aufgeriggte, gaffelgetakelte Fly Tour